# Nhà thờ Thánh Martin ở Martin
Nhà thờ Thánh Martin ở Martin (tiếng Slovakia: Kostol svätého Martina v Martin) là một nhà thờ giáo xứ Công giáo La Mã được xây dựng theo phong cách kiến trúc Gothic tọa lạc ở trung tâm lịch sử của thành phố Martin, Slovakia. Vào ngày 26 tháng 11 năm 1963, nhà thờ này được ghi danh vào Danh sách Di tích Trung ương theo quyết định của Bộ Văn hóa Cộng hòa Slovakia. Năm 1991, theo Nghị quyết của Chủ tịch Hội đồng Quốc gia Slovakia, nhà thờ được công nhận là di tích văn hóa quốc gia.

## Lịch sử
Theo một số nguồn, nhà thờ được xây dựng vào khoảng thập niên bảy mươi của thế kỷ 13. Nhà thờ được xây trên một khu đất dành cho việc chôn cất lúc bấy giờ. Vào thế kỷ 16, trong thời kỳ Kháng cách, nhà thờ được Giáo hội Tin lành sử dụng. Từ đầu thế kỷ 18 đến nay, sau khi đàn áp cuộc nổi dậy của Francis II. Rákoczy, nhà thờ thuộc về Giáo hội Công giáo.

## Miêu tả
Cung thánh của nhà thờ hình vuông, có mái vòm chữ thập. Các bức bích họa thời Trung cổ có niên đại vào nửa đầu thế kỷ 14 hiện vẫn được bảo tồn trong khu bảo tồn của nhà thờ, các bức tranh này được phát hiện sau một trận hỏa hoạn xảy ra vào năm 1871 và được phục hồi phần lớn vào năm 1908.